# Cebu Ferries
Cebu Ferries war eine philippinische Reederei mit Sitz in Cebu City. Sie war seinerzeit die viertgrößte Reederei des Landes.
Cebu Ferries gehörte als Tochtergesellschaft zum Konsortium William Gothong & Aboitiz (WG&A). Als sich das Konsortium aufteilte, wurde Cebu Ferries, wie auch 2GO, SuperFerry und SuperCat ein Teil der Aboitiz Transport Systems Corporation (ATS), die wiederum zur Aboitiz-Gruppe gehörte. Als sich Aboitiz jedoch um das Jahr 2010 zu einer Fokussierung auf den Energiesektor entschied, sollte die Logistiksparte in Form von ATS an den Wettbewerber Negros Navigation Co. Inc. (NENACO) verkauft werden. Ein erster Versuch im Jahr 2009 scheiterte, als die Muttergesellschaft von NENACO im Zuge der Finanzkrise in finanzielle Turbulenzen geriet. Der Verkauf wurde dann schließlich Anfang 2011 vollzogen. Finanziert wurde diese Übernahme durch NENACO mit Kapital aus dem in den Niederlanden ansässigen Unternehmensbeteiligungsfonds China-ASEAN Marine. Hinter China-ASEAN Marine steht die China Export-Import Bank.
In den folgenden Jahren wurden die Schifffahrtsaktivitäten von NENACO unter der Marke 2GO zusammengeführt, so dass die frühere Cebu Ferries heute im Verbund der 2GO-Gruppe ein Teil der Sparte 2GO Travel ist.

## Routen
Zu Zeiten der Eigenständigkeit bediente Cebu Ferries die Häfen folgender Städte (Stand: Juni 2006)
- Visayas
  - Cebu City, Provinz Cebu
  - Dumaguete, Negros Oriental
  - Jagna, Bohol
- Mindanao
  - Cagayan de Oro, Misamis Oriental
  - Iligan City, Lanao del Norte
  - Nasipit, Agusan del Norte/Butuan City
  - Ozamis City, Misamis Occidental

## Schiffe
Zu den Schiffen der Gesellschaft zählen unter anderem (Stand 2008):
- Cebu Ferry 1
- Our Lady of Rule (Bild)
- Our Lady of Mount Carmel (Bild)